# Gustave Thibon
Pour les articles homonymes, voir Thibon.
Gustave Thibon, né le 2 septembre 1903 à Saint-Marcel-d'Ardèche et mort le 19 janvier 2001 dans la même commune, est un écrivain et philosophe français. L'ensemble de son œuvre a été récompensé par l'Académie française.

## Biographie

### Jeunesse et formation
Métaphysicien et poète, toute sa formation s’est faite en dehors du système universitaire. À treize ans, en 1916, son père (paysan poète et érudit, grand connaisseur de Victor Hugo) étant mobilisé, il quitte l’école avec le certificat d'études primaires pour aider son grand-père à la vigne familiale. Sa mère décède de la grippe espagnole lorsqu'il a quinze ans. Grâce à l'imposante bibliothèque familiale à laquelle il a accès au cours de son adolescence, il acquiert seul une culture à la fois vaste et cohérente. Puis accaparé par le travail de la terre et les plaisirs de son âge, il délaisse toute recherche intellectuelle et devient presque indifférent au phénomène religieux. Il effectue son service militaire en Afrique du Nord. À l'âge de vingt-trois ans, il se trouve à la tête d'un domaine qui était dans la famille depuis 1670. Tout en cultivant la terre, il reprend les études en autodidacte et apprend le grec, le latin et l'allemand. Il s'intéresse aussi bien aux langues classiques et vivantes qu'à la biologie, à l’économie, aux mathématiques, ainsi qu'à l'histoire, à la littérature, à la théologie et à la philosophie.
Thomas d’Aquin et Jean de la Croix sont ses deux maîtres spirituels. En 1931, il fait la rencontre déterminante de Mère Marie-Thérèse (du carmel d'Avignon), devient tertiaire du Carmel, tandis que le P. Charles Henrion, disciple du bienheureux Charles de Foucauld discerne que sa véritable vocation est d’aller au devant des autres et de leur prêter, dans un souci de « philosophie concrète » ses mots et sa capacité de réflexion, ce qui le conduit à multiplier les articles et surtout les conférences jusqu’à un âge très avancé, tant en Europe qu’en Amérique.
Dans le même temps, Jacques Maritain lui ouvre les colonnes des revues qu’il parraine (La Revue thomiste, la Revue de philosophie) et lui commande son premier livre, un essai sur le métaphysicien et psychologue allemand Ludwig Klages, La Science du caractère (1933).
À partir des années 1930, Thibon contribue à plusieurs revues (Les Études carmélitaines en particulier, mais aussi Orientations, La Vie spirituelle, Civilisation). En 1939, Gabriel Marcel édite et préface un recueil de ses articles qui paraît en 1940, Diagnostics, et qui est son premier livre à toucher un vaste public.

### Le temps de la guerre et la rencontre avec Simone Weil
Durant les années d'occupation, Gustave Thibon est « un temps proche de Vichy ». Dans les années 1940, le régime de Vichy, qui se cherche des cautions intellectuelles, tente de le récupérer en voulant le nommer « philosophe officiel » du régime, ce qu'il refuse ; une décoration de l'ordre de la Francisque lui est ensuite proposée, qu'il refusera également. Néanmoins, en 1941 il est, avec entre autres le père Louis-Joseph Lebret, le père Jacques Loew (qui sera le premier prêtre ouvrier), et l’économiste François Perroux, l’un des fondateurs du mouvement Économie et Humanisme qui à ses débuts est dans le sillage de la Révolution nationale de Vichy. En 1942, il participe à la vie des chantiers de jeunesse, prononçant une conférence « conforme à l’esprit de Vichy » publiée sous le titre L’Autorité et le Chef.
En 1941, à l’instigation de son ami le père Joseph-Marie Perrin, il accueille chez lui la philosophe Simone Weil, qui veut, après son expérience d’ouvrière chez Renault, tenter une expérience analogue de travailleuse agricole. Il racontera qu'initialement il n'était pas favorable à la recevoir, mais que très rapidement après l'avoir rencontrée il reconnaîtra « un être supérieur » comme il n'en a jamais connu ; de leurs échanges naîtra, selon ses propres termes, une amitié « absolument indéfectible ». C'est, de son propre aveu, la « grande rencontre » de sa vie. En quittant la France pour l’Amérique, en mai 1942, Simone Weil abandonne à Thibon ses cahiers, en lui en laissant la « complète propriété ». Il en tire en 1947 La Pesanteur et la Grâce, la première anthologie qui révèle au monde la personne et l’œuvre de Simone Weil. Il témoigne : « en lisant ses cahiers, je sentis une parenté d’âme que jamais auparavant je n'avais expérimentée : j'y trouvais tour à tour ce que j'avais pensé et ce que j'attendais. » Il s’explique longuement sur les circonstances de cette amitié et davantage dans sa longue préface originelle à La Pesanteur et la Grâce tout d’abord, puis dans le livre qu’il écrit avec le P. Perrin, Simone Weil telle que nous l’avons connue (1952).
Le 10 juin 1942, Charles Maurras acclame Gustave Thibon dans le journal L'Action française : « Gustave Thibon est sans conteste le plus brillant, le plus neuf, le plus inattendu, le plus désiré et le plus cordialement salué de nos jeunes soleils ». Thibon n'a toutefois selon ses propres termes « jamais appartenu au milieu dit d'Action française », se définissant comme un « maurrassien du reflux ». Il admirait tout particulièrement la poésie de Maurras. Dans un hommage rédigé à l'occasion de la disparition du maître de Martigues, il témoigne : « J'ai rencontré beaucoup de théologiens dans ma vie : aucun d'eux ne m'a donné, en fait de nourriture spirituelle, le quart de ce que j'ai reçu de cet « athée » ! »
De 1942 à 1944, il est l’un des principaux animateurs de l’hebdomadaire Demain que dirige Jean de Fabrègues et qui sert de couverture à une activité de soutien aux prisonniers, hebdomadaire qui, sur le conseil de Thibon, se saborde au printemps 1944 pour resurgir sous une forme clandestine, Destin, avec pour sous-titre : « Messager de la résurrection française ».
En 1949, un commentateur britannique, Vernon Mallinson, mesure l’enjeu de l’activité de Thibon à cette époque, en montrant comment « la publication de ses livres pendant les années de l’occupation allemande était un événement important, parce qu’ils contenaient un défi implicite au défaitisme et à l’apathie dans lesquels étaient tombés beaucoup de ses contemporains en France. »

### L'après-guerre
En 1948, il publie une étude sur Nietzsche. Il est favorable à l'Algérie française, et collabore au journal La Nation française, non tant par militantisme que par amitié pour son directeur Pierre Boutang. Il cherche à s'éloigner du monde politique, et se retire à Saint-Marcel-d'Ardèche, où il diffuse sa pensée aux paysans locaux ainsi qu'aux premières générations de néo-ruraux des années 1960, comme le jeune Pierre Rabhi. Il se consacre alors à une littérature plus spirituelle et volontiers régionaliste.
De 1950 aux années 1980, il donne des conférences dans plusieurs universités dans le monde. Il collabore à la revue catholique traditionaliste Itinéraires, à La Nation française du philosophe maurrassien Pierre Boutang, et au Figaro Magazine. Il participe aussi aux journées royalistes des Baux de Provence, et entre 1965 et 1985, aux congrès de l'Office puis de ICHTUS (organisations issues de la Cité catholique de Jean Ousset, une formation de droite catholique).
Dans les années 1980-1990, Thibon est proche de Bernard Antony, alors député européen du Front national, qui le considère comme un « maître et ami ».
Jacques Madaule écrit en 1985 : « Thibon n'est pas, ne veut pas être un homme de parti. Mais, quoi qu'on fasse ou qu'on dise, à l'époque où nous sommes, on n'évite pas à son gré d’être un homme de parti. Même si les notions de gauche et de droite n'ont pas, à ses yeux, grand sens ; même s'il n'a jamais été activement mêlé à nos querelles politiques, Gustave Thibon est considéré à bon droit comme un homme de droite — et moi — je suis un homme de gauche. »
Gustave Thibon s'éteint le 19 janvier 2001 à son domicile familial de Saint-Marcel-d'Ardèche ; il était veuf depuis 1972 et père de trois enfants.
Le philosophe abbé Benoît Lemaire écrit en 2004 : « Gustave Thibon est un auteur inclassable, membre d'aucun mouvement politique ou religieux. Catholique sincère, non-conformiste, solitaire, se tenant loin des modes et des influences, il a été conduit à la foi par la philosophie. »

## Thibon et la poésie
Poète lui-même (ses Poèmes lui valent en 1940 le prix des poètes catholiques — le jury de ce prix comprenait entre autres Patrice de La Tour du Pin, Oscar Vladislas de Lubicz-Milosz, François Mauriac, Giovanni Papini et Gertrud von Le Fort — et il reçoit en 1957 le prix Esparbié de l’Académie des Jeux floraux de Toulouse), Gustave Thibon est surtout l’ami des poètes (Benjamin Fondane, Charles Maurras, Lanza del Vasto, Marie Noël, Éric Heitz) et de la poésie, élément fondamental de sa vie intellectuelle et spirituelle : « Je ne peux passer une journée sans me dire et me redire des vers. »
Pour Thibon, « si la poésie n'est pas cette évocation du monde qui demeure au-delà – et au travers – du monde qui passe, l'affleurement du monde réel dans le monde des apparences, elle ne mérite plus son nom : elle est alors badinage, travail de bon ouvrier, voire travail d'orfèvre, mais non poésie. Car la poésie vient de plus loin que l'homme : en cela le poète s'apparente au prophète. »

## Publications
- La Science du caractère (l’œuvre de Ludwig Klages), Paris, Desclée de Brouwer, 1933
- Poèmes, Bruxelles, Édition universelle 1940
- Diagnostics, essais de physiologie sociale, préface de Gabriel Marcel, Paris, Librairie de Médicis, 1940 ; dernière édition : Paris, Fayard, 1985
- Destin de l’homme, édition et préface de Marcel De Corte, Bruges – Paris, Desclée de Brouwer, 1942
- L’Échelle de Jacob, Lyon, Lardanchet, 1942 ; dernière édition remaniée : Fayard, 1975
- Retour au réel. Nouveaux Diagnostics, Lyon, Lardanchet, 1943
- Ce que Dieu a uni. Essai sur l’amour, Lyon, Lardanchet, 1945 ; dernière édition : Fayard, 1987
- Le Pain de chaque jour, Monaco, Le Rocher, 1945
- Offrande du soir, poèmes, Lyon, Lardanchet, 1947
- Introduction à “La Pesanteur et la Grâce” de Simone Weil, édition et choix de textes, Paris, Plon, 1947
- Chateaubriand, choix de textes et introduction, Monaco, Le Rocher, 1948
- Nietzsche ou le déclin de l’esprit, Lyon, Lardanchet, 1948 ; dernière édition : Paris, Fayard, 1985
- Paysages du Vivarais, avec des photographies de Jean-Marie Marcel, Paris, Plon, 1949
- Simone Weil telle que nous l’avons connue, avec le P. Joseph Marie Perrin, o.p., Paris, La Colombe, 1952 ; dernière édition : Paris, Fayard, 1967
- Vous serez comme des dieux, théâtre, Paris, Fayard, 1954 ; dernière édition : 1985
- Notre regard qui manque à la lumière, Paris, Amiot-Dumont, 1955 ; dernière édition : Paris, Fayard, 1995
- L’Ignorance étoilée, Paris, Fayard, 1974 ; dernière édition 2001
- L’Équilibre et l’Harmonie, chroniques, Paris, Fayard, 1976
- Le Voile et le Masque, Paris, Fayard, 1985
- L’Illusion féconde, Paris, Fayard, 1995
- Ils sculptent en nous le silence, rencontres, textes présentés par Philippe Barthelet, Paris, F.-X. de Guibert, 2003
- Aux ailes de la lettre…, pensées inédites (1932-1982), choisies et présentées par Françoise Chauvin, Monaco, Le Rocher, 2006
- Parodies et Mirages ou la décadence d’un monde chrétien, notes inédites (1935-1978), textes présentés par Françoise Chauvin, Monaco, Le Rocher, 2011
- Les Hommes de l’éternel, conférences au grand public (1940-1985), textes établis et présentés par Françoise Chauvin, Paris, Mame, 2012  (ISBN 978-2728916429)
- Au secours des évidences : billets (préf. Jacques Trémolet de Villers), Paris, Mame, 2022, 160 p.  (ISBN 9782728930968).

### En collaboration
- Entretiens avec Christian Chabanis, émissions de l’Institut national de l’audiovisuel, script des émissions diffusées en février-mars 1975 par TF1, Paris, Fayard, 1975
- Au soir de ma vie, Mémoires recueillis et édités par Danielle Masson, Plon, 1993
- Entretiens avec Gustave Thibon, Philippe Barthelet, Monaco, Le Rocher, 2001; Paris DDB, 2016.
- Avec Alain de Benoist, Un débat sur la tradition, Marseille, Belle-de-Mai, 2022, 92 p.

## Prix et distinctions
L'Académie française lui décerne deux de ses grands prix pour l’ensemble de son œuvre : 
- le grand prix de littérature en 1964 ;
- le grand prix de philosophie en 2000.

En 1990, il reçoit le prix Renaissance des lettres.